# Ad van Luyn
Adrianus Herman (Ad) van Luyn, SDB (nacido el 10 de agosto de 1935) es un prelado neerlandés de la Iglesia católica. Fue obispo de Róterdam de 1994 a 2011 y presidente de la Comisión de las Conferencias Episcopales de la Comunidad Europea de 2006 a 2011. Perteneció al Grupo de San Galo.

## Primeros años y ordenación
Van Luyn nació en Groninga y asistió al seminario salesiano de Ugchelen. Hizo sus votos religiosos en 1954. Estudió teología en la Universidad Pontificia Salesiana de Turín. Fue ordenado sacerdote en 1964 por Giuseppe Beltrami, nuncio apostólico en los Países Bajos.
Fue superior provincial de los Salesianos en los Países Bajos de 1975 a 1981. Enseñó durante un tiempo en la escuela de los Salesianos anexa al monasterio de Don Rua en 's-Heerenberg.

## Obispo
El Papa Juan Pablo II lo nombró obispo de Rotterdam el 27 de noviembre de 1993 y fue instalado el 12 de febrero de 1994.
De 2008 a 2011 fue presidente de la Conferencia Episcopal Holandesa. Su lema es «Collabora Evangelio».
De 2000 a 2006 fue vicepresidente y de 2006 a 2011 presidente de la Comisión de las Conferencias Episcopales de la Comunidad Europea. En ese cargo, en octubre de 2009, celebró el voto irlandés que ratificaba el Tratado de Lisboa. Afirmó que el tratado mejoraría la comunicación entre las instituciones de la Comunidad Europea (CE) y que las garantías específicas otorgadas a Irlanda contribuirían a proteger el derecho a la vida, la protección de la familia y el derecho de los padres a educar a sus hijos en toda la CE.
El Papa Benedicto XVI aceptó su renuncia el 14 de enero de 2011.